# Moritzoppia volcanensis
Moritzoppia volcanensis är en kvalsterart som först beskrevs av Hammer 1962.  Moritzoppia volcanensis ingår i släktet Moritzoppia och familjen Oppiidae. Inga underarter finns listade i Catalogue of Life.